# Sitnik (województwo lubelskie)
Sitnik – wieś w Polsce położona w województwie lubelskim, w powiecie bialskim, w gminie Biała Podlaska.
| SIMC    | Nazwa        | Rodzaj     |
| ------- | ------------ | ---------- |
| 0010926 | Kownackie    | kolonia    |
| 1021330 | Pod Bagonicą | przysiółek |

W latach 1809–1952 miejscowość była siedzibą gminy Sitnik. W latach 1975–1998 miejscowość administracyjnie należała do województwa bialskopodlaskiego.
Wieś jest sołectwem w gminie Biała Podlaska. Według Narodowego Spisu Powszechnego z roku 2011 wieś liczyła 384 mieszkańców.
Wierni Kościoła rzymskokatolickiego należą do parafii Podwyższenia Krzyża Świętego w Łukowcach.